# Fopp
Fopp – drugi minialbum amerykańskiej grupy Soundgarden, wydany w sierpniu 1988 przez wytwórnię Sub Pop.

## Opis płyty
Fopp jest drugą EP-ką zespołu Soundgarden. Na tej płycie znalazł się tylko 1 utwór autorstwa zespołu, pt. "Kingdom of Come". Reszta piosenek to covery - „Fopp” autorstwa Ohio Players i „Swallow my Pride” oryginalnie nagrany przez zespół Green River. Album nagrano w 1988 roku, w Moore Theatre w Seattle w stanie Waszyngton, za produkcję odpowiedzialny był Steve Fisk. Fopp został wydany w 1990 roku, jako kompilacja wraz z pierwszą EP-ką, Screaming Life wydaną rok wcześniej.

## Lista utworów
| Nr. |  | Tytuł                            | Tekst         | Muzyka                    | Długość |
| --- |  | -------------------------------- | ------------- | ------------------------- | ------- |
| 1.  |  | "Fopp"                           | Ohio Players  | Ohio Players              | 3:37    |
| 2.  |  | "Fopp (Fucked Up Heavy Dub Mix)" | Ohio Players  | Ohio Players, Soundgarden | 6:26    |
| 3.  |  | "Kingdome of Come"               | Chris Cornell | Chris Cornell             | 2:35    |
| 4.  |  | "Swallow My Pride"               | Mark Arm      | Mark Arm, Steve Turner    | 2:18    |

## Twórcy
- Chris Cornell - wokal, gitara
- Kim Thayil - gitara
- Hiro Yamamoto - gitara basowa
- Matt Cameron - perkusja